# Acacia derwentiana
Acacia derwentiana é uma espécie de leguminosa do gênero Acacia, pertencente à família Fabaceae.